# Petros Tsitsipas
Petros Tsitsipas, gr. Πέτρος Τσιτσιπάς (ur. 27 lipca 2000 w Atenach) – grecki tenisista, reprezentant kraju w rozgrywkach Pucharu Davisa.
Jest młodszym bratem Stefanosa Tsitsipasa.

## Kariera tenisowa
Zawodowym tenisistą jest od 2019 roku. Podczas swojej kariery zwyciężył w dwóch deblowych turniejach cyklu ATP Challenger Tour. Ponadto wygrał osiem deblowych turniejów rangi ITF.
W 2021 roku podczas Australian Open zadebiutował w turnieju wielkoszlemowym w grze podwójnej. Startując w parze ze swoim bratem Stefanosem, przegrał z Mackenziem McDonaldem i Tommym Paulem w pierwszej rundzie turnieju.
W rankingu gry pojedynczej najwyżej był na 727. miejscu (30 sierpnia 2021), a w klasyfikacji gry podwójnej na 108. pozycji (26 czerwca 2023).

### Zwycięstwa w turniejach ATP Challenger Tour

#### Gra podwójna
| Końcowy wynik | Nr | Data             | Turniej | Nawierzchnia | Partner            | Przeciwnicy                   | Wynik finału   |
| ------------- | -- | ---------------- | ------- | ------------ | ------------------ | ----------------------------- | -------------- |
| Zwycięzca     | 1. | 29 sierpnia 2021 | Praga   | Ceglana      | Victor Vlad Cornea | Martin Krumich Andrew Paulson | 6:3, 3:6, 10–8 |
| Zwycięzca     | 2. | 11 marca 2023    | Antalya | Ceglana      | Filip Bergevi      | Sarp Ağabigün Ergi Kırkın     | 6:2, 6:4       |